# Sorin Colceag
Sorin Dorel Colceag (n. 11 martie 1972, Buzău, România) este un antrenor român de fotbal care în cariera de jucător a evoluat pe postul de portar. Este antrenor secund al clubului Dinamo București. Din martie 2021 până în mai 2022 a fost antrenorul principal al echipei FC Dinamo II București. În septembrie 2021, timp de două săptămâni, a devenit antrenor și al echipei FC Dinamo București, pregătind în paralel cele două formații.